# ヴィッラソール
ヴィッラソール（イタリア語: Villasor）は、イタリア共和国サルデーニャ州南サルデーニャ県にある、人口約6,900人の基礎自治体（コムーネ）。

## 地理

### 位置・広がり

#### 隣接コムーネ
隣接するコムーネは以下の通り。括弧内のCAはカリャリ県所属を示す。
- デチモマンヌ (CA)
- デチモプッツ
- モナスティール
- ヌラーミニス
- サン・スペラーテ
- セッラマンナ
- ヴァッレルモーザ
- ヴィッラチードロ